# Купа (дем Пеония)
Вижте пояснителната страница за други значения на Купа.
Ку̀па (на гръцки: Κούπα) е село в Гърция, дем Пеония, област Централна Македония.

## Георгафия
Селото е разположено на 700 m надморска височина, в североизточната част на планината Паяк, в проход, на около 30 километра североизточно от Къпиняни. Отдалечено е на 30 km северозападно от град Боймица (Аксиуполи) и на 5 km югозападно от съседното влашко село Люмница (Скра).

## История

### В Османската империя
В края на XIX век Купа е едно от влашките (мъгленорумънски) села в областта Влахомъглен в Гевгелийска каза на Османската империя. Църквата „Успение Богородично“ в Купа е от първата половина на XIX век. Александър Синве („Les Grecs de l’Empire Ottoman. Etude Statistique et Ethnographique“), който се основава на гръцки данни, в 1878 година пише, че в Купа (Koupa), Мъгленска епархия, живеят 480 гърци.
„Купа... брои 80 кѫщи и е твърдѣ бѣдно. Климатътъ е по-суровъ отъ Люмница, затова копринарството не е толкозъ развито, па и земледѣлието и скотовъдството сѫ незначителни.“
В селото в 1895 – 1896 година е основан комитет на ВМОРО с ръководител Димо Попов.
Според статистиката на Васил Кънчов („Македония. Етнография и статистика“) в 1900 година в Купа живеят 600 власи християни. Според секретаря на Българската екзархия Димитър Мишев („La Macédoine et sa Population Chrétienne“) в 1905 година в Купа има 468 власи и в селото има влашко училище.

#### Румънско просветно дело
В селото пуска корени Румънската пропаганда в Македония и власите се откъсват от елинизма. Между 1899 и 1908 година в селото работи румънско училище. То е основано в 1899 година от Стоя Пампор, който в 1906 година е румънски учител в Ошин. Преди пристигането на Пампор в селото има гръцки учител - местен жител, който по-късно минава на румънска страна и лежи в затвора в Солун. Папмпор успява да отвори румънско училище, възползвайки се от конфликт между местния първенец Вачия Пронди и гръцкия владика. Пронди, който дотогава е лидер на прогръцката партия и не позволява поява на румънизма в селото, е привлечен от Пампор на румънска страна. Пампор работи в Купа пет години без големи проблеми. Първоначално е приет хладно от селяните, поради подкрепата му от местния богаташ Пронди, но постепенно ги привлича към румънското училище. Пронди обаче е подкупен от гърците и отново минава на тяхна страна. По гръцки клевети на два пъти повече от 15 румънци са осъждани на 3-5 години затвор. В 1903/1904 година в селото преподава Христо Ное, а след него Н. Думитру. В църквата се служи на румънски.
По данни на Екзархията в 1910 година Купа има 102 семейства, 600 жители власи и една черква.
Според румънски данни към 1906 година в селото има 120 семейства и жителите му са „най-необразованите и незаинтересовани от просветата от всички мъгленорумъни“.
При избухването на Балканската война в 1912 година двама души от Купа са доброволци в Македоно-одринското опълчение.

### В Гърция
През войната в селото влизат гръцки войски и след Междусъюзническата война Купа попада в Гърция. Боривое Милоевич пише в 1921 година („Южна Македония“), че Купа има 100 къщи власи християни. През Първата световна война, тъй като фронтовата линия минава близо до селото, то е принудително разселено.
В 1924 - 1925 година официално в Румъния се изселват 8 семейства, заселени в добруджанското село Казимир. Църквата „Света Богородица“ изгаря през 20-те години на XX век.
Селото пострадва силно във Втората световна (1940 - 1945) и в Гражданската война (1946 - 1949), като много жители на Купа бягат в Югославия. Останалите жители през зимата на 1947 година са принудително изселени от властите в Карасинанци и Ругуновец. След нормализацията на обстановката част от тях се връщат. По-късно започва миграция към Боймица и големите градове.
Традиционно жителите се занимават предимно със скотовъдство и експлоатация на гората.
| Година    | 1913 | 1920 | 1928 | 1940 | 1951 | 1961 | 1971 | 1981 | 1991 | 2001 | 2011 | 2021 |
| --------- | ---- | ---- | ---- | ---- | ---- | ---- | ---- | ---- | ---- | ---- | ---- | ---- |
| Население | 626  | 402  | 445  | 622  | 300  | 350  | 117  | 42   | 104  | 68   | 47   | 76   |

## Личности
Родени в Купа
- Гино Ити Сарафов, български революционер, деец на ВМОРО[7]
- Димо Попов, български революционер, ръководител на местния комитет на ВМОРО[7]
- Иван Джочков (Джочов, ? – 1903), български революционер, деец на ВМОРО, убит на 21 септември 1903 година в Балинци[7][18]
- Иван Вучев (Вучов, 1891 – ?), македоно-одрински опълченец, 1 рота на 3 солунска дружина, ранен в Междусъюзническата война на 19 юни 1913 година[19]
- Ичо Прошев (1892 – ?), македоно-одрински опълченец, 4 рота на 3 солунска дружина, носител на орден „За храброст“ IV степен[20]
- Пейо Митрев (? – 1903), български революционер, деец на ВМОРО, убит през март 1906 година в Купа заедно с Иван Сомов[7][18]
- Пено Бадбара, български революционер, деец на ВМОРО[7]
- Петре[21] и Поно Стоянови Митреви, български революционери, дейци на ВМОРО, убити[7][18]
- Петре Прондов, български революционер, деец на ВМОРО[7]
- Петър Стоянов, български революционер, деец на ВМОРО, убит при Криволак[18]
- Тано Кюпев, български революционер, деец на ВМОРО[7]
- Христо Жиков, български революционер, деец на ВМОРО, убит[7][18]
- Яне Коджабашия (р. 1942), композитор и музиколог от Северна Македония

Починали в Купа
- Атанас Танчев Цачев (? – 1906), български революционер от Люмница, деец на ВМОРО, убит през март 1906 година при село Купа[22]
- Иван Сомов (? – 1906), войвода на ВМОРО, убит през март 1906 година при село Купа[22]
- Пейо Митрев (? – 1903), български революционер, деец на ВМОРО, убит през март 1906 година в Купа заедно с Иван Сомов[18]
- Стоян Ковачев Балтаджиев (? – 1906), български революционер от Люмница, деец на ВМОРО, убит през март 1906 година при Купа[22]

Свързани с Купа
- Никола Коджабашия (р. 1970), композитор от Северна Македония, по произход от Купа